# Saudigazelle
De saudigazelle (Gazella dorcas saudiya)  is een uitgestorven zoogdier uit de familie van de holhoornigen (Bovidae). De wetenschappelijke naam van de soort werd voor het eerst geldig gepubliceerd door Carruthers & Schwarz in 1935. 

## Taxonomie
Dit taxon werd lang als aparte soort gerekend, maar uit onderzoek uit 2013 bleek het een ondersoort van de dorcasgazelle (Gazella dorcas).

## Voorkomen
De ondersoort kwam voor in Irak, Koeweit, Saoedi-Arabië en Jemen.